# Corabia Nebunilor
Corabia Nebunilor (укр. корабель безумців) - дебютний студійний альбом румунського гурту Travka. Виданий в румунії восени 2005 року. До альбому увійшли 13 композицій (деякі з них перезаписані з демо-альбому 2002 року). Саме сингли з цього альбому такі, як: "Zâmbetul tău", "Noapte", "Înger sedat", "Indifferent" та однойменний "Corabia Nebunilor" принесли колективу найбільшої слави.

## Відеокліпи
Першими відео гурту стали live-версії пісень «Travka» та "Zâmbetul tău", відзняті під час фестивалю Stufstock 2004 року.
Також наприкінці 2005 року був представлений перший професійний кліп до синглу "Corabia Nebunilor". Відео було відзняте переважно у чорно-білому кольорі, та показує побачення вокаліста Джорджа Гидея з жінкою серед розвалених будівель та на залізничній колії.

## Трек-лист
- 01 Corabia Nebunilor
- 02 În iarbă
- 03 Înger sedat (перезапис версії 2002)
- 04 Zgarba
- 05 Noapte (перезапис пісні "Ce noapte, 2002")
- 06 Indifferent (перезапис версії 2002)
- 07 Nimic de pe frontul de est
- 08 Lumini
- 09 Travka
- 10 Zâmbetul tău
- 11 Jump
- 12 Partea finală
- 13 Ochiul Cere Lumina

## Список синглів
| Рік  | Назва               | Жанр                                 |
| ---- | ------------------- | ------------------------------------ |
| 2003 | "Noapte"            | хеві-метал                           |
| 2003 | "Indifferent"       | гранж, альтернативний рок            |
| 2004 | "Zâmbetul tău"      | гранж, пост-панк                     |
| 2005 | "Înger sedat"       | гранж, хеві-метал                    |
| 2005 | "Corabia Nebunilor" | альтернативний рок, гранж, пост-панк |